# HMS York (90)
L'HMS York va ser el vaixell principal de la seva classe de dos creuers pesats construïts per a la Royal Navy a finals dels anys vint. Va servir principalment a l'estació d'Amèrica del Nord i les Índies Occidentals abans de la Segona Guerra Mundial. A principis de la guerra, el vaixell va escortar combois a l'Atlàntic i va participar en la campanya de Noruega el 1940. El York va ser traslladat al teatre mediterrani a finals de 1940 on va escortar els combois i els vaixells més grans de la flota mediterrània. Va naufragar en un atac de llanxes explosives italianes de la 10a Flotilla MAS a la badia de Suda, Creta, el març de 1941. El naufragi del vaixell va ser recuperat el 1952 i desballestat a Bari.

## Disseny i descripció
El disseny del York es basava en la prèvia classe County, però pretenia ser més petit i més barat, encara que millor blindat. Era fàcilment distingible del seu vaixell germà, l'Exeter, ja que aquest últim tenia pals rectes i embuts, mentre que els de York estaven inclinats cap a la part posterior. A més, York també tenia un pont molt alt dissenyat per netejar la catapulta de l'avió que inicialment es va planejar per ser portada a la torreta superfire ("B") cap a proa.
El York desplaçava 8.250 tones llargues (8.380 t) amb càrrega estàndard i 10.620 tones llargues (10.790 t) amb càrrega profunda. El vaixell tenia una eslora total de 575 peus (175,3 m), una mànega de 57 peus (17,4 m) i un calat de 20 peus 3 polzades (6,2 m). Estava impulsat per turbines de vapor Parsons, impulsant quatre eixos, que desenvolupaven un total de 80.000 cavalls de força (60.000 kW) i donaven una velocitat màxima de 32,25 nusos (59,73 km/h; 37,11 mph). El vapor per a les turbines era proporcionat per vuit calderes de tubs d'aigua de 3 tambors Admiralty. El York transportava un màxim de 1.900 tones llargues (1.900 t) de fuel-oil que li donaven una autonomia de 13.300 milles nàutiques (24.600 km; 15.300 milles) a 12 nusos (22 km/h; 14 mph). El complement del vaixell era de 628 oficials i homes.
El vaixell va muntar sis canons de calibre 50 de 8 polzades (203 mm) en tres torretes bessones. El seu armament secundari consistia en quatre canons antiaeri Mk V (AA) QF de 4 polzades (102 mm) en muntures individuals. El York va muntar dos canons antiaeris lleugers de 2 lliures (40 mm) ("pom-poms"). El vaixell portava dos tubs de triple torpede sobre l'aigua per a torpedes de 21 polzades (533 mm).
El York no tenia un cinturó de blindatge complet a la línia de flotació. Els costats de les seves calderes i sales de màquines estaven protegides per 3 polzades (76 mm) de blindatge i els costats de les santabàrbares estaven protegits per 4,375 polzades (111,1 mm) de blindatge. Les mampares transversals a l'extrem de les seves sales de màquines tenien 3,5 polzades (89 mm) de gruix. La part superior i els extrems de les revistes tenien tres polzades de gruix. La coberta inferior sobre els espais de màquines i l'aparell de govern tenia un gruix d'1,5 polzades (38 mm). L'espai i el pes es van reservar per a una catapulta i el seu hidroavió, però no es van instal·lar fins que es va completar. Una segona catapulta, destinada a ser muntada a la torreta "B", es va eliminar del disseny durant la construcció.

## Servei

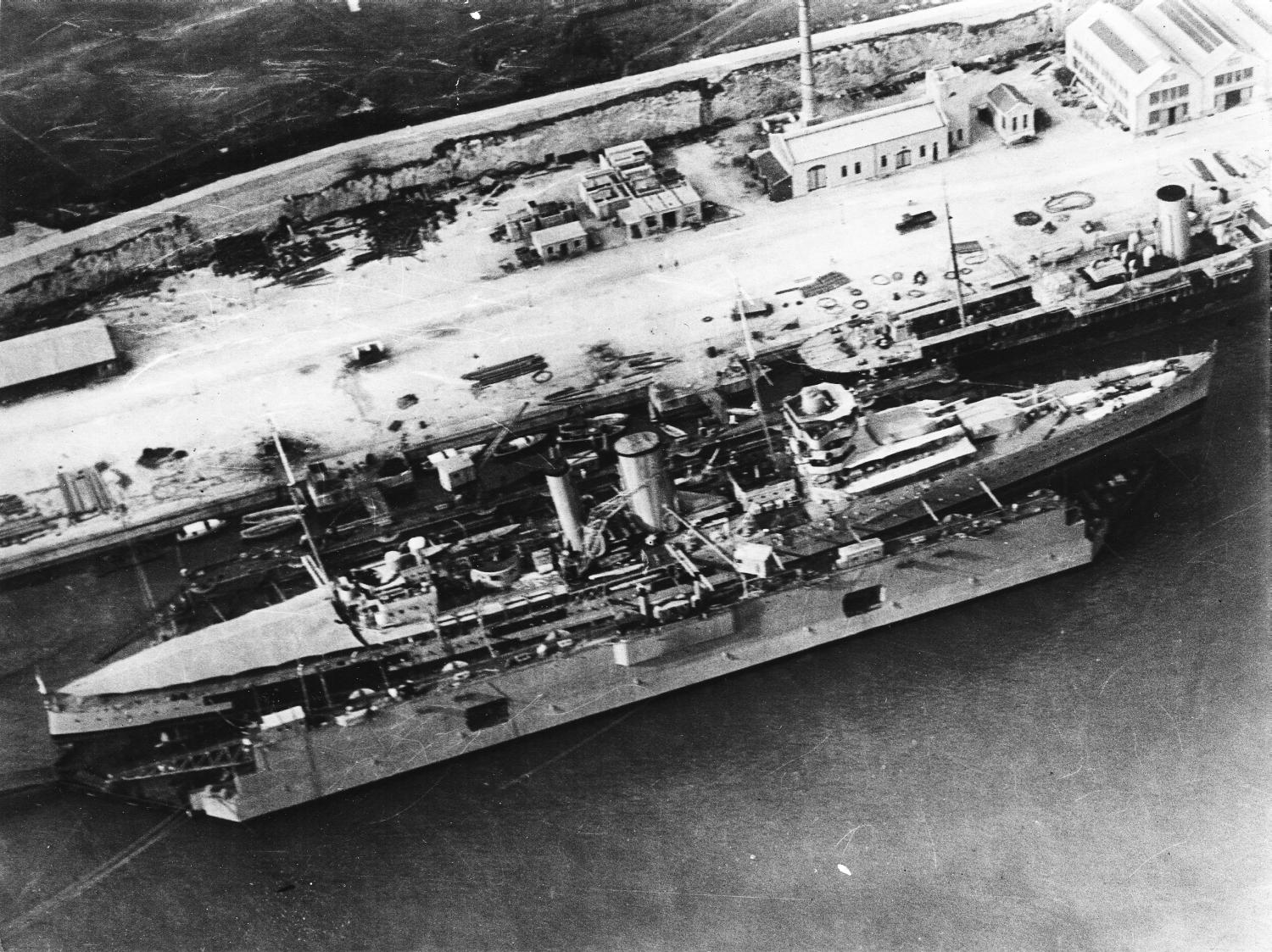
El York al moll flotant número 1 de l'Almirallat de les Bermudes el 1934

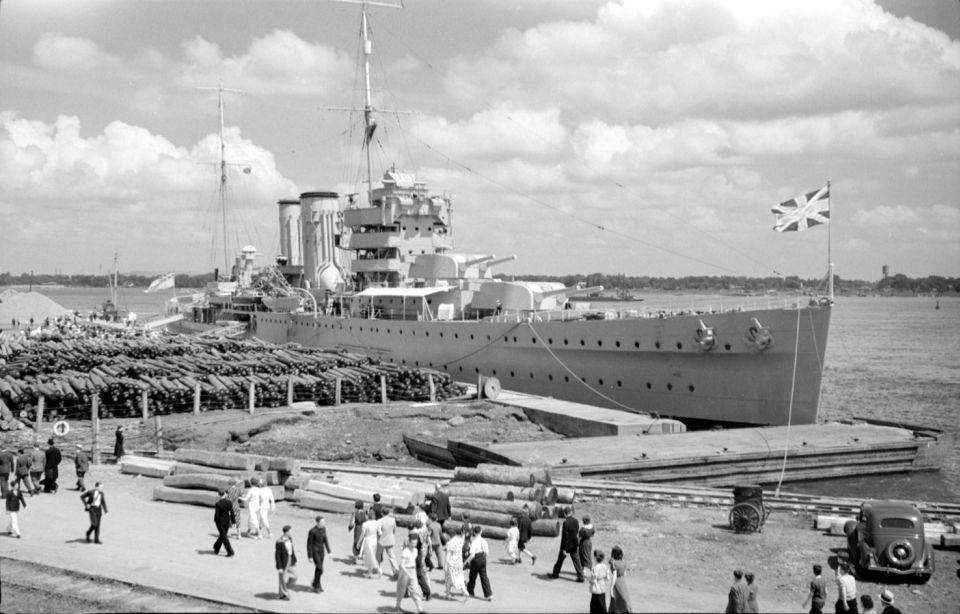
El York a Mont-real el 1937

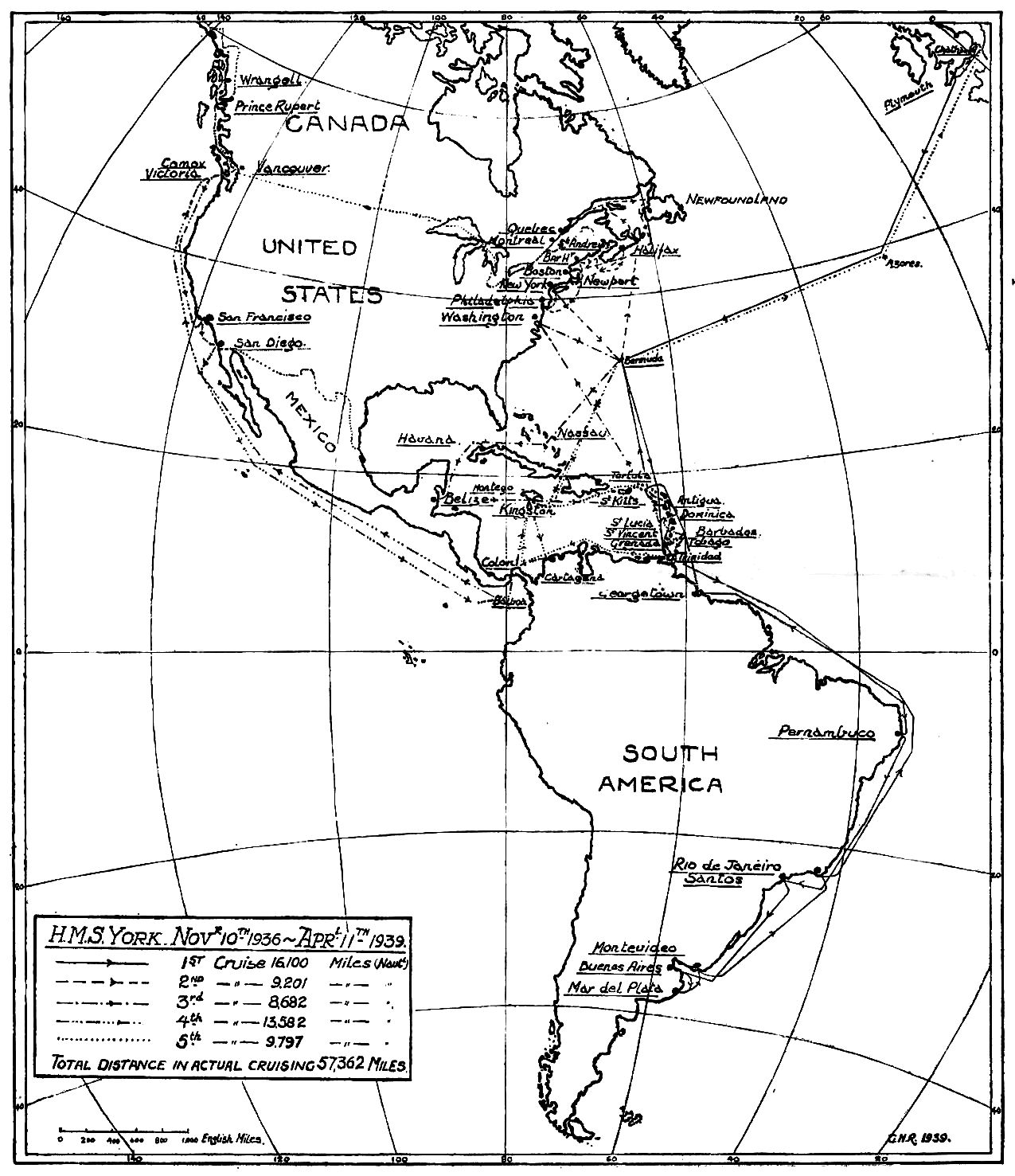
Mapa dels creuers de l'HMS York amb seu a les Bermudes a l'estació d'Amèrica i les Índies Occidentals, 1936-1939

Al York se li va col·locar la quilla a Palmers Shipbuilding and Iron Company, Jarrow, el 18 de maig de 1927, avarat el 17 de juliol de 1928 i es va completar l'1 de maig de 1930. Es va convertir en el vaixell insígnia del vicealmirall Sir Reginald Drax, i del seu successor, el vicealmirall Matthew R. Best, del 2n Esquadró de Creuers de la Home Fleet després d'entrar en servei. Entre 1931 i 1934 va ser comandat pel capità Richard Bevan, que va ser succeït a les Bermudes pel capità HP Boxer. Va servir com a vaixell insígnia del 8è Esquadró de Creuers a l'Estació d'Amèrica del Nord i les Índies Occidentals amb seu al Royal Naval Dockyard a l'illa d'Irlanda a les Bermudes. Va salpar de Cartagena, Colòmbia, el 29 d'abril de 1934, arribant a les Bermudes per primera vegada (juntament amb l'HMS Exeter de Jamaica) el divendres 4 de maig. A les Bermudes, York va ser atracat en dic sec al dic flotant núm. 1 de l'Almirallat, sent el vaixell més gran que havia estat aixecat per aquest moll en aquell moment i havent requerit la gairebé la reconstrucció" de l'AFD 1 per comodar l'acoblament del moll els vaixells més grans de la classe HMS York El vaixell va tenir un paper principal en les celebracions del Dia del Jubileu del Jubileu de Plata de Jordi V que van tenir lloc a Ciutat d'Hamilton, Bermudes, el 6 de maig de 1935. Va ser portada pel canal per atracar amb precaucions especials al Royal Naval Dockyard durant l'huracà que va colpejar les Bermudes el 30 de novembre de 1935, quan els vents van assolir les 86 milles per hora (el Dockyard). havia estat molt danyat durant un huracà l'octubre de 1926, que també havia enfonsat el balandre HMS Valerian amb la pèrdua de 85 membres de la seva tripulació)). El York es va unir a la flota mediterrània el 1935 i el 1936 per a la segona guerra italoabissina, abans de tornar a l'Estació Americana fins a l'esclat de la guerra el setembre de 1939

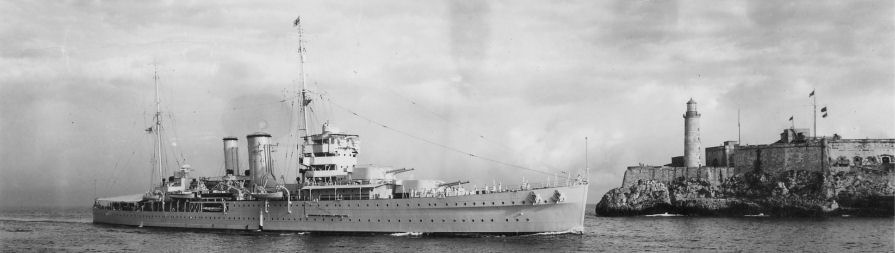
El York entrant al port de La Havana, gener de 1938

El vaixell va ser traslladat a Halifax, Nova Escòcia aquell mateix mes per a les tasques d'escorta de convois (ja que la circumferència del perímetre d'un comboi gran era relativament més petita per a la seva àrea que la de dos combois més petits, requerint menys vaixells d'escorta, combois amb origen a les Bermudes i Halifax, codificats BHX i HX respectivament, es van fusionar abans de creuar l'Atlàntic com a combois HX, sovint amb una sola escorta a principis de la guerra, com va ser el cas amb el desafortunat Comboi HX 84). A l'octubre de 1939, el York va ser assignat a la Força F a Halifax, que estava activa en la caça d'atacs comercials i protegir els combois. Va ser reinstal·lada breument a les Bermudes entre el 31 d'octubre i el 22 de novembre abans de tornar a la Gran Bretanya per fer-ne una més completa al desembre. Quan es va completar el 9 de febrer, el York va ser assignat al 1r Esquadró de Creuers de la Flota Local. El 3 de març de 1940 el vaixell va interceptar el corredor de bloqueig alemany Arucas a l'estret de Dinamarca prop d'Islàndia, però va ser enfonsat per la seva pròpia tripulació abans que pogués ser capturat.
A principis d'abril de 1940, el York, i la resta del seu esquadró, van ser assignats per portar tropes sota el Pla R 4, el pla britànic per envair Noruega. Les tropes van ser desembarcades el 8 d'abril quan els britànics es van assabentar de la imminent invasió alemanya de Noruega i l'esquadra, sota el comandament del vicealmirall John Cunningham, es va unir al gruix de la Home Fleet ja al mar. El 10 d'abril, el destructor HMS Eclipse va ser molt danyat per l'atac aeri i York va ser ordenat per remolcar-la fins a Lerwick per a reparacions. El vaixell i els creuers lleugers HMS Manchester i HMS Birmingham, va transportar el 1r Batalló dels Green Howards i altres tropes de Rosyth a Åndalsnes i Molde els dies 24 i 25 d'abril. El York va tornar a casa el 26 d'abril. El York va ser un dels vaixells utilitzats per evacuar les tropes britàniques i franceses de Namsos, juntament amb tres transports francesos i una sèrie de destructors britànics, el vespre de l'1/2 de maig.

### A la Mediterrània

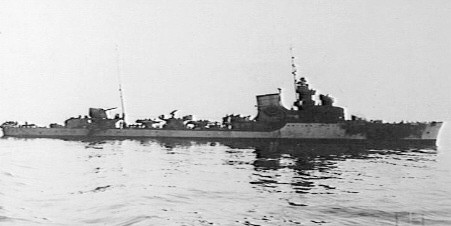
Vista lateral d'estribord del destructor italià abandonat Artigliere.

L'agost de 1940 York va ser assignat a la Flota Mediterrània, unint-se al 3r Esquadró de Creuers a Alexandria a finals de setembre, després d'escortar un comboi al voltant del Cap de Bona Esperança. Dos dies després va participar en l'operació MB.5, on la flota mediterrània va escortar els creuers lleugers HMS Liverpool i HMS Gloucester mentre transportaven tropes a Malta. Durant la  batalla del cap Passero, el York va enfonsar el destructor Artigliere, abandonat i discapacitat, el 13 d'octubre després de l'enfrontament del destructor amb el creuer lleuger HMS Ajax el vespre anterior. Un mes més tard, el York i la flota mediterrània van executar l'operació MB8, una sèrie complexa de maniobres, inclosa l'operació Judici, on el vaixell va escortar el portaavions HMS Illustrious mentre el seu avió atacava la flota italiana a Tàrent el vespre de l'11 al 12 de novembre. Uns dies més tard, el York va transportar les tropes britàniques des d'Alexandria, Egipte, fins al Pireu, Grècia. El 26 de novembre, York i la resta del 3r esquadró de creuers van cobrir un petit comboi cap a Malta.
La flota mediterrània, inclòs el York, va salpar el 16 de desembre per dur a terme atacs aeris contra la navegació italiana, les bases aèries de Rodes i per bombardejar Valona. A principis de gener de 1941, el vaixell va escortar el vaixell cisterna RFA Brambleleaf i quatre corbetes classe Flower fins a la badia de Suda, Creta, i va cobrir les operacions a la Mediterrània oriental durant l'operació Excés. Va tornar a Alexandria el 16 de gener. El York va tornar a Suda Bay a principis de febrer per fer operacions contra la navegació italiana. Durant l'operació Lustre al març, va protegir els combois de tropes d'Egipte a Grècia.

### Enfonsament

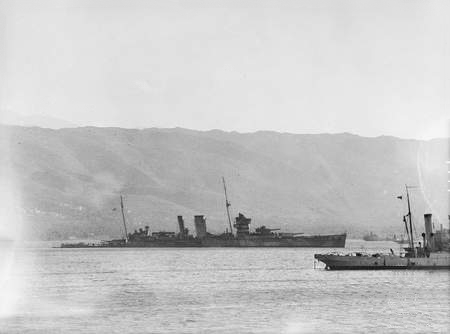
El paralitzat York a la badia de Suda, maig de 1941

El York va ser enfonsat a la badia de Suda, a Creta, per dos vaixells explosius italians de la Regia Marina italiana de la Decima Flottiglia MAS, llançats pels destructors Francesco Crispi i Quintino Sella el 26 de març de 1941; els dos antics destructors estaven equipats amb grues especials per operar embarcacions d'assalt. Sis barques a motor van entrar a la badia, dirigides pel Tenente di vascello Luigi Faggioni, i van atacar tres objectius per parelles; el primer va ser el York, el segon el petrolier Pericles i finalment un altre vaixell fondejat. Tres dels vaixells atacants van tenir diversos problemes, ja siguin mecànics o humans, a causa de les condicions extremes de temperatura, però els altres tres van atacar amb èxit els seus objectius. Dues llanxes a motor, plenes de càrregues de 330 quilos (730 lliures) a proa, van colpejar el York al mig del vaixell, inundant les dues sales de calderes i una sala de màquines. Dos mariners britànics van morir. Tots els mariners italians van sobreviure a l'atac i van caure en mans britàniques. El vaixell va quedar encallat per evitar que s'enfonsés. El submarí HMS Rover es va utilitzar per subministrar energia elèctrica per fer funcionar els canons del creuer per a la defensa antiaèria, fins que el Rover va ser greument danyat per un atac aeri i va haver de ser remolcat per a reparacions. El 18 de maig, els bombarders alemanys van causar més danys i el vaixell va ser danyat irreparablement. Els seus canons principals van ser destrossats per càrregues de demolició el 22 de maig de 1941 quan els aliats van començar a evacuar Creta. Les restes del York va ser rescatat el febrer de 1952 per un trencador italià i remolcat fins a Bari per ser desballestat, a partir del 3 de març.